# Harold Knox-Shaw
Harold Knox-Shaw (12 de octubre de 1885 – 11 de abril de 1970) fue un astrónomo británico.

## Semblanza
Knox-Shaw nació en Saint Leonards-on-Sea, Sussex, siendo el mayor de cuatro hermanos. Durante su juventud obtuvo becas en el Wellington College de Berkshire y en el Trinity College de Cambridge, donde se graduó en 1907 (clasificándose como sexto wrangler). En el año siguiente a su graduación trabajó como ayudante en el Observatorio Astronómico Khedivial en Helwan, Egipto. Fue elegido miembro de la sociedad en 1908. En 1910, desde este emplazamiento, fue el primero en fotografiar el cometa Halley .
En 1913 fue nombrado superintendente del Observatorio Khedivial, manteniéndose en este puesto hasta 1924. Entre 1918 y 1924 también desempeñó el cargo de Director de Servicios Meteorológicos en Egipto y Sudán. Fue encargado de asuntos relacionados con el bienestar de las tropas del ejército británico durante la Primera Guerra Mundial, recibiendo la Orden del Nilo, de 4ª Clase (en 1926 se le otorgó la Orden del Nilo de 3ª Clase).
Regresó a Inglaterra en 1924, incorporándose como Observador en el Observatorio Radcliffe. Durante los años siguientes se dedicó preferentemente a confeccionar el Catálogo Radcliffe de Movimientos Estelares Propios, publicado en 1934. De 1926 a 1930 
fue Secretario de la Sociedad Astronómica Real, sirviendo como presidente en 1931 y 1932.
Su insatisfacción con las condiciones de observación astronómica en Inglaterra, le impulsaron a buscar apoyos para reunir fondos con el objeto de organizar un observatorio en Sudáfrica. Este observatorio no sería completado hasta 1939, cuando Knox-Shaw estableció allí su residencia. El fundido del espejo del telescopio principal no se realizó hasta después de la Segunda Guerra Mundial. En el periodo 1941-1942 fue presidente 
de la Sociedad Astronómica de África del Sur (ASSA). El espejo finalmente llegó en 1948, seguido por un espectrógrafo Cassegrain en 1951. Dos años más tarde Knox-Shaw se retiró.
Se casó con Maisie Weir, nacida en Pretoria. La pareja tuvo un hijo, Peter, nacido en 1944. Pasó su jubilación en Elgin, Cabo Occidental. Murió repentinamente, y sus cenizas fueron esparcidas en los terrenos del Observatorio Radcliffe.

## Premios y honores
- El cráter lunar Knox-Shaw lleva este nombre en su memoria.
- Recibió la Orden del Nilo de 3ª Clase en 1926.
- Primer ganador de la Medalla Gill, concedida por la Sociedad Astronómica de África del Sur en 1956.